# Euphaedra imitans
Euphaedra imitans är en fjärilsart som beskrevs av Holland 1893. Euphaedra imitans ingår i släktet Euphaedra och familjen praktfjärilar. Inga underarter finns listade i Catalogue of Life.